# Мельников Олександр Тихонович
Олександр Тихонович Мельников (5 серпня 1936, село Хотиловичі Кричівського району Могильовської області, тепер Республіка Білорусь — 2004, місто Херсон) — український радянський партійний діяч, голова Херсонського облвиконкому. Член Ревізійної комісії КПУ в 1981—1990 р. Член ЦК КПУ в 1990—1991 р. Депутат Верховної Ради УРСР 11-го скликання.

## Біографія
Народився в родині сільського вчителя. Закінчив Суразький учительський інститут.
З 1955 року — вчитель фізики і математики Дзилебкінської семирічної школи Дахадаївського району Дагестанської АРСР. Служив у Радянській армії. У 1958—1959 роках — інструктор Цюрупинського районного комітету ЛКСМУ. З 1959 року — 2-й, 1-й секретар Цюрупинського районного комітету ЛКСМУ.
У 1963 році закінчив Херсонський державний педагогічний інститут імені Крупської (вчитель математики).
У 1963—1967 роках — завідувач відділу, 2-й секретар Херсонського обласного комітету ЛКСМУ.
У 1967—1973 роках — 1-й секретар Херсонського обласного комітету ЛКСМУ.
У 1973—1975 роках — 1-й секретар Дніпровського районного комітету КПУ міста Херсона.
У 1975—1980 роках — завідувач відділу організаційно-партійної роботи Херсонського обласного комітету КПУ. У 1977 році закінчив заочно Вищу партійну школу при ЦК КПРС за спеціальністю політологія.
У березні 1980 — липні 1987 року — 2-й секретар Херсонського обласного комітету КПУ.
11 липня 1987 — березень 1991 року — голова виконавчого комітету Херсонської обласної ради народних депутатів. У березні 1991 — 1992 року — 1-й заступник голови виконавчого комітету Херсонської обласної ради народних депутатів.
23 березня 1992 — 21 липня 1994 року — представник Президента України в Херсонській області.
З 1997 року деякий час був головою Херсонської обласної організації Всеукраїнського об'єднання «Громада».

## Нагороди
- орден Трудового Червоного Прапора
- орден «Знак Пошани»
- медалі